# 陈叔俨
陳叔俨（573年前－589年后），字子思，陳宣帝陈頊之第十五子，母亲是姬徐氏。
陳叔俨为人凝重，举止方正。陳后主即位，立为寻阳王。至德元年，为侍中、仁武将军，置佐史。陈亡入隋。隋文帝时去世。